# Stenodictyon bisodalense
Stenodictyon bisodalense là một loài Rêu trong họ Hookeriaceae. Loài này được B.H. Allen, Crosby & Magill mô tả khoa học đầu tiên năm 1986.